# When the Red Red Robin Comes Bob Bob Bobbin’ Along

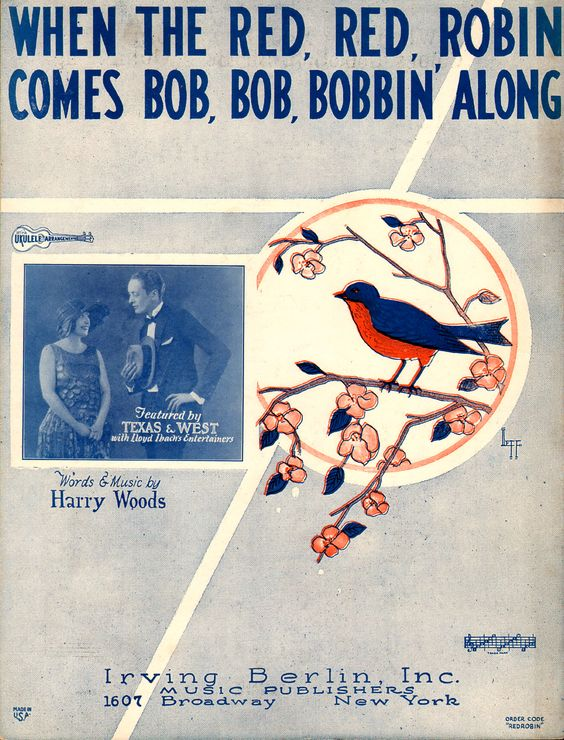
Cover

When the Red Red Robin Comes Bob Bob Bobbin’ Along ist ein Popsong, den Harry Woods verfasste und 1926 veröffentlichte.

## Hintergrund
Vorgestellt wurde der in G-Dur in der Form ABAC/A geschriebene Song von Sophie Tucker im Woods Theater in Chicago. Neben Bye, Bye Blackbird war dies der zweite Vogel-Song im Jahr 1926. Er greift die Frühlingssymbolik des Rotkehlchens auf; Vorbilder sind dabei Emily Dickinson (I Dreaded That First Robin So) und weitere Gedichte des 19. Jahrhunderts, wie The First Robin von Dr. William H. Drummond. Die Melodie des Refrains ist voll von wiederholten Noten und punktierten Rhythmen. Vögelzwitschern wird in der B-Sektion mit wiederholten Terzen imitiert, beginnend mit den Worten wake up, wake up, you sleepy head.

## Erste Aufnahmen und spätere Coverversionen
Zu den ersten Musikern, die den Song ab 1926 coverten, gehörten Lilian Roth, Whispering Jack Smith (His Master’s Voice), Ben Selvin (Brunswick), Evelyn Preer (Banner), Ipana Troubadours (Columbia, mit Franklyn Baur, Gesang), The Arkansas/Arkansaw Travelers (Okeh, u. a. mit Miff Mole, Dick Johnson, Arthur Schutt), California Ramblers (Edison), Eva Taylor/Clarence Williams (Okeh), Hale Byers (Brunswick) und Ruth Etting, in Berlin Gabriel Formiggini. Der Diskograf Tom Lord listet im Bereich des Jazz insgesamt 40 (Stand 2015) Coverversionen, u. a. von Louis Armstrong, Bob Crosby, Dave Lambert, Peggy Lee, Carmen McRae, Eddie South, Sonny Stitt, Mel Tormé und Kai Winding, in späteren Jahren auch das Trio Clusone 3. Der Song wurde auch von Bing Crosby, Al Jolson, Doris Day und Dean Martin gecovert. Al Jolson war Gesangsdouble in den Filmen The Al Jolson Story (1946) und Jolson Sings Again (1949); Susan Hayward interpretiert ihn in I'll Cry Tomorrow (1955). Verwendung fand der Song auch im Soundtrack des Beatles-Films Magical Mystery Tour (1967) und in den Woody-Allen-Filmen Bullets Over Broadway (1994) und Deconstructing Harry (1997).